# Dance Gavin Dance
Dance Gavin Dance est un groupe de post-hardcore américain, originaire de Sacramento, en Californie, signé chez Rise Records depuis 2006. Le groupe a très régulièrement changé de membre mais il est aujourd'hui composé de Jon Mess (screaming), Will Swan (guitare solo), Andrew Wells (guitare et chant) et Matthew Mingus (batterie, percussions). Jonny Craig, Kurt Travis et Tilian Pearson ont été chanteurs clairs au sein du groupe. Matthew Mingus et Andrew Wells sont les seuls membres à avoir contribué à tous les albums studios du groupe. Le groupe a publié un EP, Whatever I Say Is Royal Ocean en 2006 et dix albums, Downtown Battle Mountain en 2007, Dance Gavin Dance en 2008, Happiness en 2009, Downtown Battle Mountain II en 2011, Acceptance Speech en 2013, Instant Gratification en 2015, Mothership en 2016, Artificial Selection en 2018, Afterburner en 2020, Jackpot Juicer en 2022.

## Biographie

### Débuts (2005–2007)
Dance Gavin Dance est formé en 2005 à la suite de la dissolution de deux autres groupes, Farewell Unknown et Ghost Runner on Third,. Leur premier EP auto-produit intitulé Whatever I Say Is Royal Ocean, sort en novembre 2006 et est suivi dans la foulée d’une signature avec le label Rise Records. Au début de l'année 2007, le groupe entre en studio avec le producteur Kris Crummett pour enregistrer leur premier véritable album intitulé Downtown Battle Mountain.
Quelque temps après la sortie de l'album Downtown Battle Mountain en mai 2007 chez Rise Records, le guitariste Sean O’Sullivan décide de quitter le groupe, évoquant des conflits personnels entre lui et les autres membres du groupe. L'anecdote veut que le batteur Matt Mingus est uriné sur O'Sullivan durant un voyage, provoquant une violente dispute. Jonny Craig aurait également provoqué le guitariste à propos de ses croyances religieuses, étant le seul chrétien du groupe. Sean rejoindra par la suite le groupe Consider The Thief. Il est donc remplacé par Zac Garren qui n’est d’autre que leur « Merch Guy ». À la fin de l’année 2007, c’est au tour du chanteur principal Jonny Craig de quitter l’aventure Dance Gavin Dance là aussi pour des problèmes de tensions et de conflits avec les autres membres. Le groupe s'explique sur ce départ en évoquant sur Twitter la dépendance du chanteur à la drogue et à l'alcool. Il deviendra peu de temps après le nouveau chanteur du groupe Emarosa.

### Dance Gavin DanceetHappiness(2008–2009)
Au début de 2008, après quelques auditions, la formation californienne retrouve la voix en la personne de Kurt Travis. Ils sortent au mois d'août de la même année leur deuxième album éponyme qui s’écoulera à plus de 4 000 exemplaires dès la première semaine. Dance Gavin Dance est publié le 19 avril 2005, et est le premier album pour le nouveau chanteur Kurt Travis mais le dernier pour le second chanteur Jonathan Mess et le bassiste Eric Lodge, tous les deux dans le groupe depuis sa formation en 2005, partis juste après l’enregistrement de l’album éponyme. Les raisons de leurs départs n’ont pas été évoquées. Désormais, les parties criées de Jonathan Mess sont assurées par le guitariste Will Swan et Eric Lodge est remplacé au pied levé par Jason Ellis.
En février 2009, le groupe, toujours vivant, retourne en studio et s’apprête à sortir son troisième album intitulé Happiness en juin 2009. À noter que le bassiste Jason Ellis quitte le groupe pour finir ses études après l’enregistrement de cet album, et est remplacé par Tim Feerick qui partira en mai 2010. Les tensions entre Jonny Craig et la formation se sont en réalité apaisées lors de la tournée commune d'Emarosa et de Dance Gavin Dance en 2009, où il se joignait à son ancien groupe lors de la plupart des shows. Il a également participé au passage de Dance Gavin Dance au festival Soundwave 2010. Le guitariste Zac Garren quitte le groupe en février 2010 pour cause de tensions. C'est donc à quatre que Dance Gavin Dance participe au festival Soundwave.

### Downtown Battle Mountain II(2010–2011)

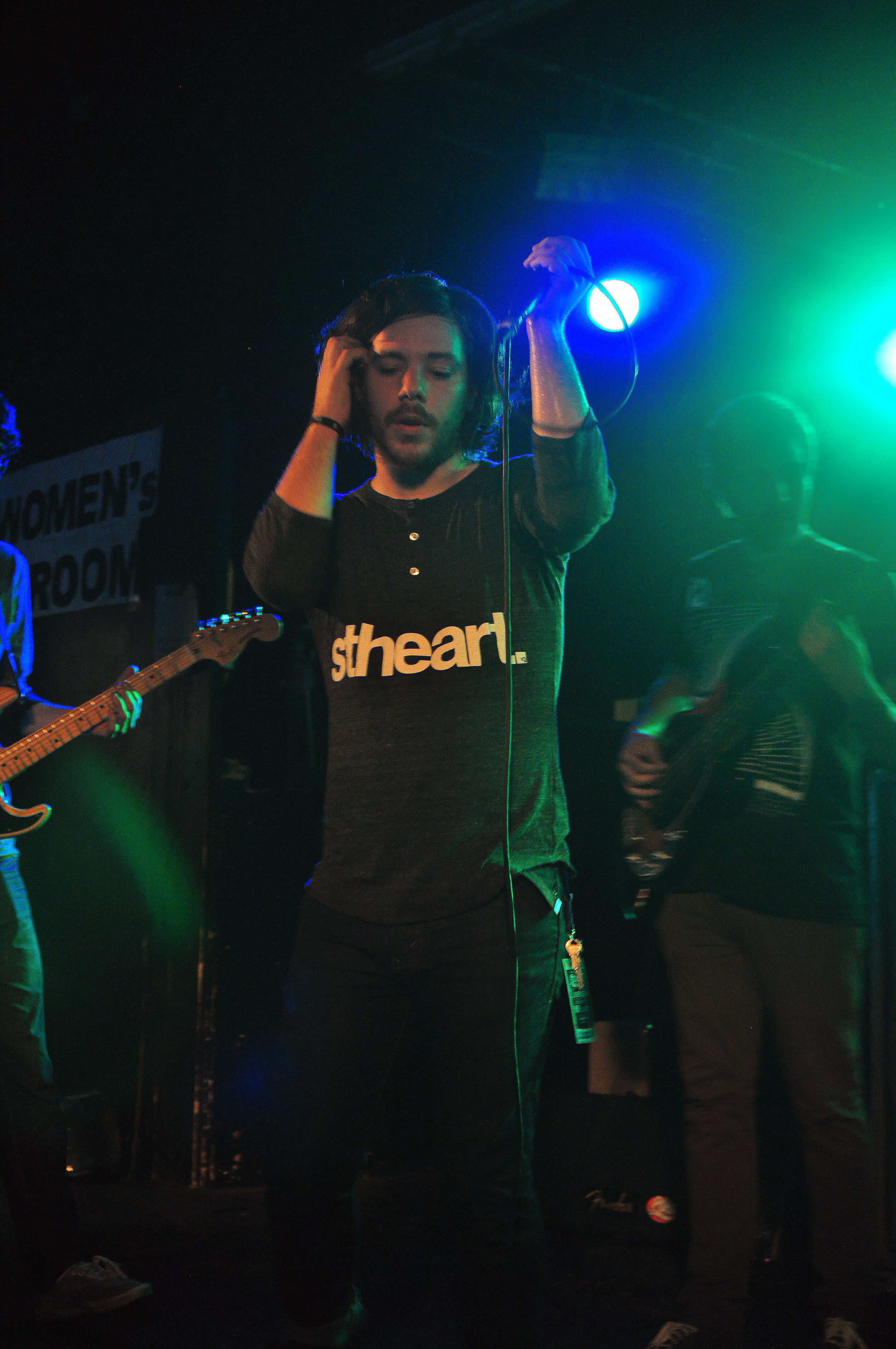
Kurt Travis avec Dance Gavin Dance en 2010.

En mars 2010, Dan Snook prend le relais à la guitare. En mai 2010, alors que le bassiste Tim Feerick et le guitariste Snook partent brutalement, l'ex-guitariste Jon Mess ainsi que l'ex-bassiste Eric Loge font leur retour au sein du groupe, qui annonce travailler sur un futur album avec Kris Crummett. Le 18 août 2010, dans l'Alternative Press, est annoncé le retour de Jonny Craig en remplacement de Travis. Ce dernier rejoindra le groupe A Lot Like Birds. Jonny Craig révèle dans une interview au dit magazine le 21 août que la formation prévoit l'enregistrement d'un nouvel album en décembre, qu'il souhaite voir sortir comme un mélange des sonorités des différents opus.
Le premier septembre, le groupe révèle sur Twitter le nom du prochain album, Downtown Battle Mountain Pt.II, dont la sortie sera prévue le 8 mars 2011.

### Acceptance Speech(2012–2014)
Craig et Lodge quittent le groupe courant 2012, ce qui mènent le chanteur Tilian Pearson, le bassiste Tim Feerick, et le guitariste Josh Benton à rejoindre le groupe.
Le 17 janvier 2013, ils publient DGD6 sur le compte Facebook du groupe, laissant supposer la sortie prochaine d'un nouvel album. Le 18 juin 2013, le nom du prochain opus est dévoilé, il s'intitulera Acceptance Speech, le 19 juin le groupe sort le morceau The Robot With Human Hair Pt. 4 par le biais de leur chaîne Youtube officielle. L'album sorti le 8 octobre 2013, marque un tournant sur le plan vocal pour le groupe rejoint par Tilian Pearson, ex-chanteur des Tides of Man.

### Instant GratificationetMothership(2015-2018)
Le 12 février 2015 est mis en la chanson On the Run. Le 14 avril 2015, l'album Instant Gratification sort. À la fin de 2015, le groupe embarque pour une tournée spéciale dixième anniversaire avec le soutien de groupes comme A Lot Like Birds, Slaves, Strawberry Girls, et Dayshell. Le 23 décembre 2015, Rise Records révèle la sortie d'un septième album studio de Dance Gavin Dance pour fin 2016.
Le groupe joue au So What Music Festival de Grand Prairie, au Texas, le 20 mars 2016. Ils jouent aussi à l'Extreme Thing Sports and Music Festival de Las Vegas, dans le Nevada, le 2 avril 2016, avec notamment Saosin, The Story So Far, The Maine, et Mayday Parade. Le 2 mars 2016, le groupe annonce l'album live Tree City Sessions, qui sera publié le 13 mai 2016. L'album comprend douze chansons jouées sur scène enregistrées à Sacramento, en Californie, aux Pus Cavern Studios. Le 10 mai 2016, le groupe annonce la partie britannique de leur tournée spéciale dixième anniversaire aux côtés de Tilian Pearson, Kurt Travis, et Jonny Craig. Le 11 juillet, le groupe annonce une tournée américaine qui prendra place entre le 22 septembre et 27 octobre 2016.
Le 27 juillet 2016, ils annoncent leur septième album, Mothership, pour le 7 octobre 2016. Le premier single, Chucky Vs. the Giant Tortoise, est publié le 18 août 2016. Le clip Betrayed by the Game est publié le 16 septembre 2016, et le clip Young Robot le 27 septembre 2016. En soutien à l'album, le groupe effectue la tournée The Mothership Tour  avec The Contortionist, Hail the Sun, Good Tiger, et The White Noise, entre le 22 septembre et le 27 octobre 2016.  Le 3 mars 2017, le groupe publie leur dernier clip Inspire The Liars.  Durant l’été 2017, sort le clip de Summertime Gladness un titre hors album. En juillet, ils participent également à la compilation Punk Goes Pop Vol. 7 avec leur reprise du titre That’s What I Like de Bruno Mars.  

### Artificial SelectionetAfterburner(2018-2020)
Durant le mois de mars 2018, le groupe tourne en Europe avec les groupes Veil Of Maya et Thousand Below. Le 4 avril 2018, le clip de Midnight Crusade est publié, par la suite le clip de Care sort le 24 mai 2018 ce qui annonce la sortie de leur huitième album studio Artificial Selection prévue pour le 8 juin 2018. Ainsi le 5 juin 2018, sort le clip de Count Bassy. En novembre, ils participent à la compilation Songs That Saved My Life avec la reprise du titre Semi Charmed Life du groupe Third Eye Blind.  
Le groupe embarque pour leur tournée Artificial Selection Tour du 31 mars au 10 mai 2019. Un nouveau clip est publié le 21 mars 2019 Head Hunter. Le chanteur du groupe, Tilian dément la sortie d’un neuvième album et confirme que Head Hunter est juste un single indépendant.  
Le 30 aout 2019, le groupe sort Acceptance Speech 2.0 une version remastérisé de leur cinquième album Acceptance Speech, ainsi que la version instrumentale des morceaux.  
Un autre single, Blood Wolf, ne figurant également sur aucun album sort le 11 octobre 2019. Il devient le premier titre du groupe à se classer dans les chartes du Billboard Hot Rock Songs. 
Le 21 février 2020, le groupe annonce la sortie de son neuvième album, Afterburner, pour le 24 avril 2020. Le même jour que cette annonce, sort le single Prisoner. Avant la sortie de l'album, les titres Strawberry's Wake, Lyrics Lie et Three Wishes sortiront en single respectivement le 12 mars, le 9 et le 16 avril,,. 
Le 25 décembre, un nouvel album live intitulé, Tree City Sessions 2, parait. 

### Jackpot Juicer(depuis 2021)
Début 2022, Will Swan confirme que le groupe est en train d'écrire son dixième album et qu'ils prévoient de l'enregistrer durant l'été. Le 16 octobre, Andrew Wells, membre du groupe Eidola, est annoncé comme nouveau membre du groupe à la guitare et au chant.   
Le 24 mars 2022, le single Synergy en duo avec le chanteur Rob Damiani du groupe Don Broco parait. Le 21 avril, le groupe annonce la sortie de son dixième album, Jackpot Juicer pour le 29 juillet.   
Le 14 avril 2022, le groupe annonce sur les réseaux sociaux la mort de Tim Feerick, bassiste du groupe, décédé la veille. La cause de son décès serait probablement dû à une surdose de fentanyl.   
À la suite d'accusations de comportements sexuels déplacés contre Tilian Pearson, le groupe annonce le 3 juin que le chanteur allait "s'éloigner du groupe pour chercher de l'aide auprès de professionnel". 
Le 27 juin, ils annoncent la tournée An Evening With Friends aux États-Unis pour promouvoir leur nouvel album avec les groupes Royal Coda et Body Thief. Sur ces dates, Andrew Wells et l'ancien chanteur Kurt Travis se relayeront sur les parties chantées. 

## Membres

### Membres actuels
- Jonathan Mess - screaming (2005–2008, depuis 2010)
- Will Swan - guitare (depuis 2005), screaming (depuis 2008)
- Matt Mingus - batterie (depuis 2005)
- Andrew Michael Wells - guitare (depuis 2015)

### Anciens membres
- Tilian Pearson - chant (2013-2024)
- Jonny Craig - chant (2005–2007, 2010-2012)
- Tim Feerick (†) - basse (2009–2010, 2013-2022)
- Kurt Travis - chant (2007–2010)
- Zachary Garren - guitare (2007–2010)
- Sean O'Sullivan - guitare (2006–2007)
- Jason Ellis - basse (2008–2009)
- Eric Lodge - basse (2005–2008, depuis 2010)
- Dan Snook - guitare (2010)
- Josh Benton - guitare (2010)
- Alvaro Alcara - guitare rythmique (2005-2006)

## Discographie
- 2006 : Whatever I Say Is Royal Ocean (EP)
- 2007 : Downtown Battle Mountain
- 2008 : Dance Gavin Dance
- 2009 : Happiness
- 2011 : Downtown Battle Mountain II
- 2013 : Acceptance Speech
- 2015 : Instant Gratification
- 2016 : Mothership
- 2018 : Artificial Selection
- 2020 : Afterburner
- 2022 : Jackpot Juicer

## Vidéographie
- 2008 : Me and Zoloft Get Along Fine (issu de l'album Dance Gavin Dance)
- 2009 : Tree Village - 2009 (issu de l'album Happiness)
- 2012 : Heat Seeking Ghost of Sex (issu de l'album Downtown Battle Mountain II)
- 2013 : Strawberry Swisher pt. III (issu de l'album Acceptance Speech)
- 2015 : We Own The Night (issu de l'album Instant Grafitication)
- 2016 : Betrayed by the game (issu de l'album Mothership)
- 2017 : Inspire the Liars (issu de l'album Mothership)
- 2017 : Summertime Gladness (single non-album)
- 2018 : Midnight Crusade (issu de l’album Artificial Selection)
- 2018 : Care (issu de l’album Artificial Selection)
- 2018 : Count Bassy (issu de l’album Artificial Selection)
- 2019 :  Head Hunter (single non-album)